# Lamba (Écosse)
Pour les articles homonymes, voir Lamba.
Lamba est une île inhabitée des Shetland, au Royaume-Uni.